# Бессарабка (Роменський район)
Бессара́бка —  село в Україні, в Сумській області, Роменському районі. Населення становить 155 осіб. Входить до складу Хмелівської сільської громади. До 2020 орган місцевого самоврядування - Басівська сільська рада.

## Географія
Село Бессарабка розташоване за 2 км від правого берега річки Хмелівка. На відстані 1.5 км розташовані села Басівка, Заріччя, Закроівщина і Коритище.

## Історія
- 12 червня 2020 року, відповідно до розпорядження Кабінету Міністрів України № 723-р «Про визначення адміністративних центрів та затвердження територій територіальних громад Сумської області», село увійшло до складу Хмелівської сільської громади[1].
- 19 липня 2020 року, в результаті адміністративно-територіальної реформи та ліквідації Роменського району(1930-2020), громада увійшла до складу новоутвореного Роменського району[2].